# ماركوري
ماركوري (بالفرنسية: Marcory)‏ هي ضاحية تقع بمدينة أبيدجان في ساحل العاج. و هي واحدة من 10 ضواحي الموجودة في مدينة أبيدجان.

## توأمة
- كلميم  المغرب منذ 20 ديسمبر 2009